# Bill Hardman
 (août 2015).
Si vous disposez d'ouvrages ou d'articles de référence ou si vous connaissez des sites web de qualité traitant du thème abordé ici, merci de compléter l'article en donnant les références utiles à sa vérifiabilité et en les liant à la section « Notes et références ».
Bill Hardman, né William Franklin Hardman, Jr. le 6 avril 1932 à Cleveland et mort le 5 décembre 1990 à Paris 13e, est un trompettiste de jazz américain qui a joué surtout du hard bop.

## Biographie
Au lycée, il jouait avec Tadd Dameron et après ses études rejoignit l'orchestre de Tiny Bradshaw. Assez peu connu, Hardman a pourtant joué et enregistré avec quelques musiciens de jazz de premier plan. Son premier enregistrement date de 1955 avec Jackie McLean. Il a joué ensuite avec Charles Mingus, Art Blakey et les Jazz Messengers, Horace Silver et Lou Donaldson et a dirigé un groupe avec Junior Cook. Il a aussi enregistré comme leader. Son style a été comparé à celui de Clifford Brown.

## Discographie
- 1957 : Jackie's Pal, Jackie Mc Lean Quintet, Prestige
- 1957 : Hard Bop, Art Blakey & the Jazz Messengers, Columbia
- 1957 : Jackie Mc Lean & Co, Ray Draper & Tuba, Prestige
- 1957 : Selections from Lerner & Loewe's, Art Blakey Jazz Messengers, RCA (enregistrement public Webster Hall, New York 13 mars 1957)
- 1957 : A midnight Session with the Jazz Messengers, Elektra
- 1957 : Drum Suite, Art Blakey & the Jazz Messengers, Columbia
- 1957 : One and Two, Mal Waldron avec John Coltrane & Jackie Mc Lean, Prestige
- 1957 : Hank Mobley, Blue Note
- 1957 : Hard Drive, Art Blakey & the Jazz Messengers, Bethlemen
- 1957 : The finest of Art Blakey big band, Bethlehem Records
- 1958 : Art Blakey Jazz Messengers avec Thelenious Monk, Atlantic
- 1959 : Mc Lean, New Jazz
- 1960 : Sunny Side Up, Lou Donaldson, Blue Note
- 1961 : 2 Feet in the Gutter, Dave Bailey quintet, Epic
- 1962 : Saying Something, The Bill Hardman Quintet, Savoy
- 1964 : Possum Head, Lou Donaldson, Argo
- 1965 : Musty Rusty, Lou Donaldson, Cadet
- 1965 : Fried Buzzard, Lou Donaldson, Cadet records
- 1966 : Lou Donaldson at his Best, Cadet
- 1968 : Live !, Art Blakey & the Jazz Messengers, Trip Jazz (enregistré en aout 1968)
- 1969 : Come Along with Me, Eddie Jefferson, Prestige
- 1970 : Jazz Messengers'70, Jazz from Japan, Catalyst Records
- 1971 : Crankin, Curtis Fuller, Mainstream
- 1972 : Smokin, Curtis Fuller, Mainstream Records
- 1974 : The Brass Company Colors, Strat East Records
- 1975 : In Walked Sonny, Sonny Stitt with Art Blakey & the Jazz Messengers, Sonet production
- 1976 : Backgammon, Art Blakey & the Jazz Messengers, Roulette Records
- 1977 : Sojourn, Mickey Tucker, Xanadu Records
- 1977 : Wild Flower, Muse Records
- 1978 : Home, Bill Hardman Septet, Muse
- 1979 : Hot House, Muse Records
- 1979 : Infant Eyes, Charlie Earland, Muse Records
- 1979 : Good Cookin, Junior Cook, Muse Records
- 1979 : The new Mel Lewis Quintet, Sandra Music Production (enregistrement live au festival Jazz im Stall (Autriche) le 9 septembre 1979)
- 1979 : Legacy, Ronnie Matheus, Bee Hive Jazz Records
- 1980 : Focus, Bill Hardman Sextet, Muse records
- 1982 : The Last Stitt Sessions volume 2, Sonny Stitt, Muse Records
- 1982 : Politely, Bill Hardman Quintet, Muse Records
- 1986 : Vibration Society, The music of Rahsaan Roland Kirk, Stash Records
- 1989 : What's Up, Steeple Chase